# Hradiště (Rokycany)
Hradiště é uma comuna checa localizada na região de Plzeň, distrito de Rokycany.